# Villareal (Filippine)
Villareal è una municipalità di quarta classe delle Filippine, situata nella Provincia di Samar, nella regione di Visayas Orientale.
Villareal è formata da 38 baranggay:
- Banquil
- Bino-ongan
- Burabod
- Cambaguio
- Canmucat
- Central (Pob.)
- Conant
- Guintarcan
- Himyangan
- Igot
- Inarumbacan
- Inasudlan
- Lam-awan
- Lamingao
- Lawa-an
- Macopa
- Mahayag
- Malonoy
- Mercado (Pob.)

- Miramar (Pob.)
- Nagcaduha
- Pacao
- Pacoyoy
- Pangpang
- Patag
- Plaridel
- Polangi
- San Andres
- San Fernando
- San Rafael (Buaya)
- San Roque
- Santa Rosa
- Santo Niño
- Soledad (Pob.)
- Tayud (Pob.)
- Tomabe
- Ulayan
- Villarosa Pob. (Campiatot)